# Iglesia de San Miguel (Tudela)
La iglesia de San Miguel de Tudela (Navarra) era una iglesia románica, construida en el siglo XII y derruida a principios del siglo XIX, que estaba situada en la actual calle de San Miguel de la localidad, frente a la salida de la calle Cortapelaires.

## Descripción general
La torre era al parecer bastante sencilla, pues si nos fijamos en un dibujo panorámico de Tudela realizado por el ingeniero tudelano Alejandro de Retz en 1800, consistía en un cuerpo o dos de planta cuadrada, no muy alta y estrecha, con una ventana en cada lado en su parte superior y un tejadillo piramidal.

## Historia y cronología de construcción
Posiblemente se construyó a finales del siglo XII, aunque algunos la consideran muy anterior, quizás visigoda. Se cita por primera vez en 1195 y se vuelve a citar varias veces en el siglo XIII y en siglos posteriores. Fue cerrada al culto en 1795 y demolida en 1806 ante su estado de ruina.